# Charles Georges Mrad
Charles Georges Mrad (ur. 15 kwietnia 1969 w Bejrucie) – libański duchowny katolicki obrządku syryjskiego, biskup kurialny patriarchatu Antiochii od 2018.

## Życiorys

### Prezbiterat
18 lipca 1993 otrzymał święcenia kapłańskie i został inkardynowany do eparchii bejruckiej. Był m.in. wykładowcą uniwersyteckim oraz sędzią sądu patriarchalnego.

### Episkopat
19 lutego 2018 papież Franciszek zatwierdził jego wybór na biskupa kurialnego syryjskiego patriarchatu Antiochii nadając mu stolicę tytularną Zorava. Sakry udzielił mu 14 kwietnia 2018 syryjskokatolicki patriarcha Antiochii - arcybiskup Ignacy Józef III Younan.